# Alastair Martin
Alastair Bradley Martin (11 mars 1915 - 12 janvier 2010) est un dirigeant sportif et collectionneur d'art américain. Ancien joueur de tennis, il a fondé l'USTA Eastern Tennis Association en 1951 puis a été président de la Fédération de tennis des États-Unis entre 1969 et 1970. Le New York Times déclara qu'il avait permis de « forger l'ère moderne du style de jeu en Grand Chelem ». Son mandat a notamment été marqué par la professionnalisation du tennis et la hausse des dotations des tournois.
Il fut diplômé de l'Université de Princeton en 1938.
Martin a aussi été un collectionneur d'art et fut propriétaire de la Collection Guennol.
Il est membre du International Tennis Hall of Fame depuis 1973.